# Cuartel General del Cuerpo de Bomberos de Talca
El Cuartel General del Cuerpo de Bomberos de Talca es una edificación ubicada en avenida Monseñor Manuel Larraín, en la comuna chilena de Talca. Fue inaugurado el 18 de octubre de 1940 y en sus dependencias alberga la Dirección General de Bomberos de Talca, la central de emergencias, el museo del cuerpo, entre otros espacios.

## Historia
La ubicación del cuartel proviene de un largo camino por parte del Cuerpo de Bomberos para tener un inmueble propio que permitiese albergar la maquinaria y a los bomberos voluntarios.
Luego de la fundación de la Primera compañía oficial, los bomberos ocuparon un lugar en calle 2 oriente, el cual constaba de un pequeño edificio de dos pisos para el entrenamiento de los voluntarios.
En 1882 se cambian de edificio hacia la 1 sur. En ese entonces, aún constaban de una pura compañía que abarcaba cualquier tipo de emergencias. Esto fue hasta 1884, año en que se forma oficialmente el cuerpo de bomberos al separarse los miembros en tres compañías diferentes.
Pese a esta fragmentación, las tres compañías aún debían compartir edificio y equipamiento, lo que entorpecía sus labores. En 1913 la Primera compañía adquiere el terreno del actual cuartel general, trasladándose con equipamiento y maquinaria hacia allí, dejando el antiguo cuartel para las dos compañías restantes.
Con el terremoto de 1928, la Segunda y Tercera compañía vieron derrumbado el cuartel que compartían, lo que provocó que debiesen instalarse en el de la Primera, convirtiéndolo forzosamente en el cuartel general. Sin embargo, este se encontraba en muy mal estado, por lo que fue imperiosa la construcción de uno nuevo.
En 1937, el ministro del interior Matías Silva colocó la primera piedra del cuartel, como parte del proceso de reconstrucción que toda la ciudad estaba viviendo luego del cataclismo. El 18 de octubre de 1940, en una ceremonia que contó con la presencia de diversas autoridades, fue inaugurado el nuevo cuartel general, obra del arquitecto Víctor Veglia.